# Bullecourt
Bullecourt ist eine französische Gemeinde im Département Pas-de-Calais in der Region Hauts-de-France. Sie gehört zum Kanton Bapaume im Arrondissement Arras. Die Bewohner nennen sich Bullecourtois.

## Lage
Die Gemeinde Bullecourt liegt 16 Kilometer südöstlich von Arras. Sie grenzt im Nordosten an Hendecourt-lès-Cagnicourt, im Osten an Riencourt-lès-Cagnicourt, im Südosten an Noreuil, im Südwesten an Écoust-Saint-Mein, im Westen an Croisilles und im Nordwesten an Fontaine-lès-Croisilles.

## Geschichte
Am 10. und 12. April sowie vom 3. bis zum 17. Mai 1917 kämpften deutsche und alliierte Truppen während der Schlacht bei Arras unter anderem um Bullecourt. Ein Museum erinnert dort an diese Kämpfe.

## Bevölkerungsentwicklung
| Jahr                       | 1962 | 1968 | 1975 | 1982 | 1990 | 1999 | 2006 | 2013 | 2022 |
| -------------------------- | ---- | ---- | ---- | ---- | ---- | ---- | ---- | ---- | ---- |
| Einwohner                  | 296  | 264  | 245  | 248  | 260  | 251  | 239  | 253  | 227  |
| Quellen: Cassini und INSEE |      |      |      |      |      |      |      |      |      |

## Sehenswürdigkeiten

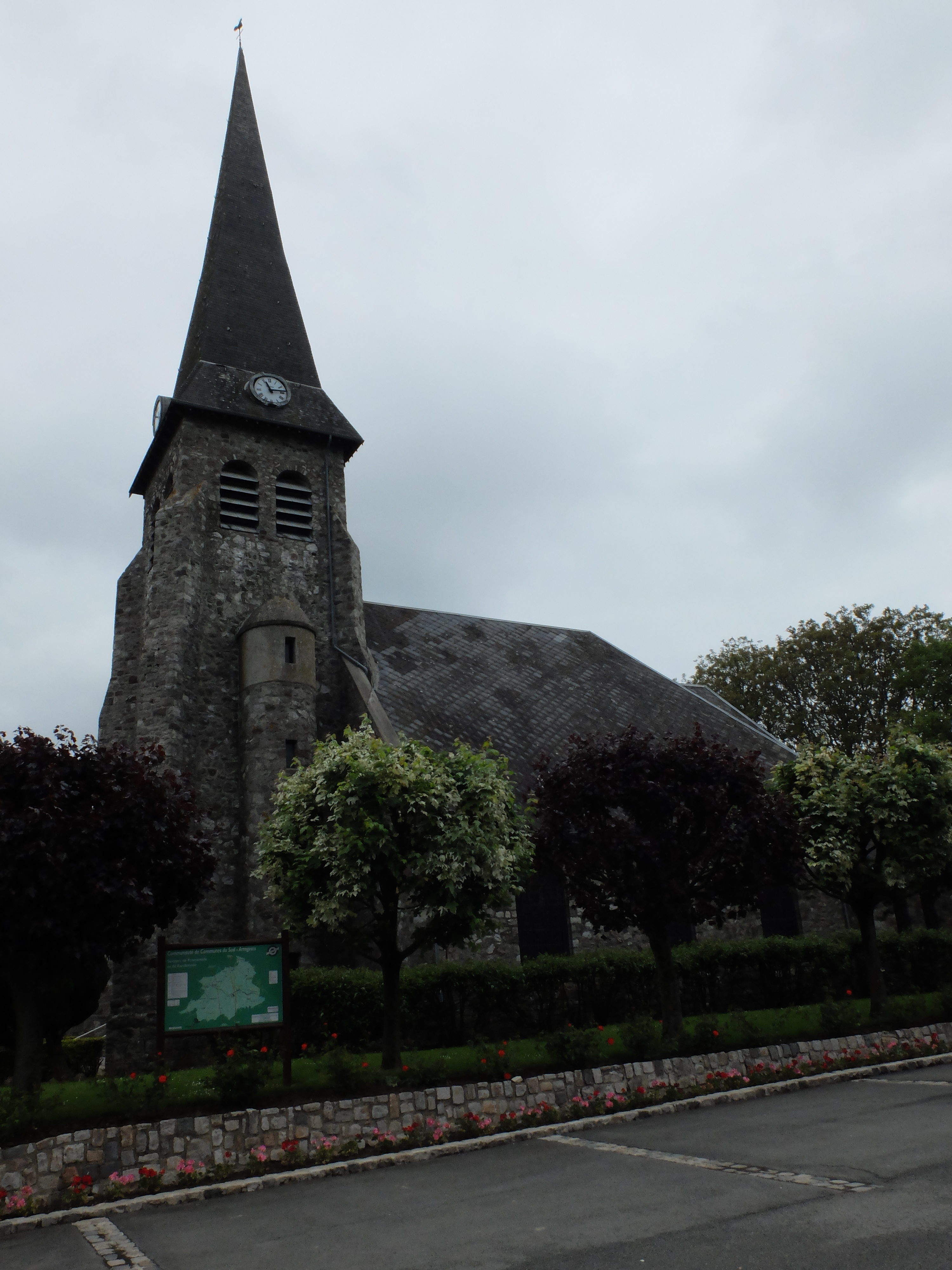
Kirche Saint-Vaast
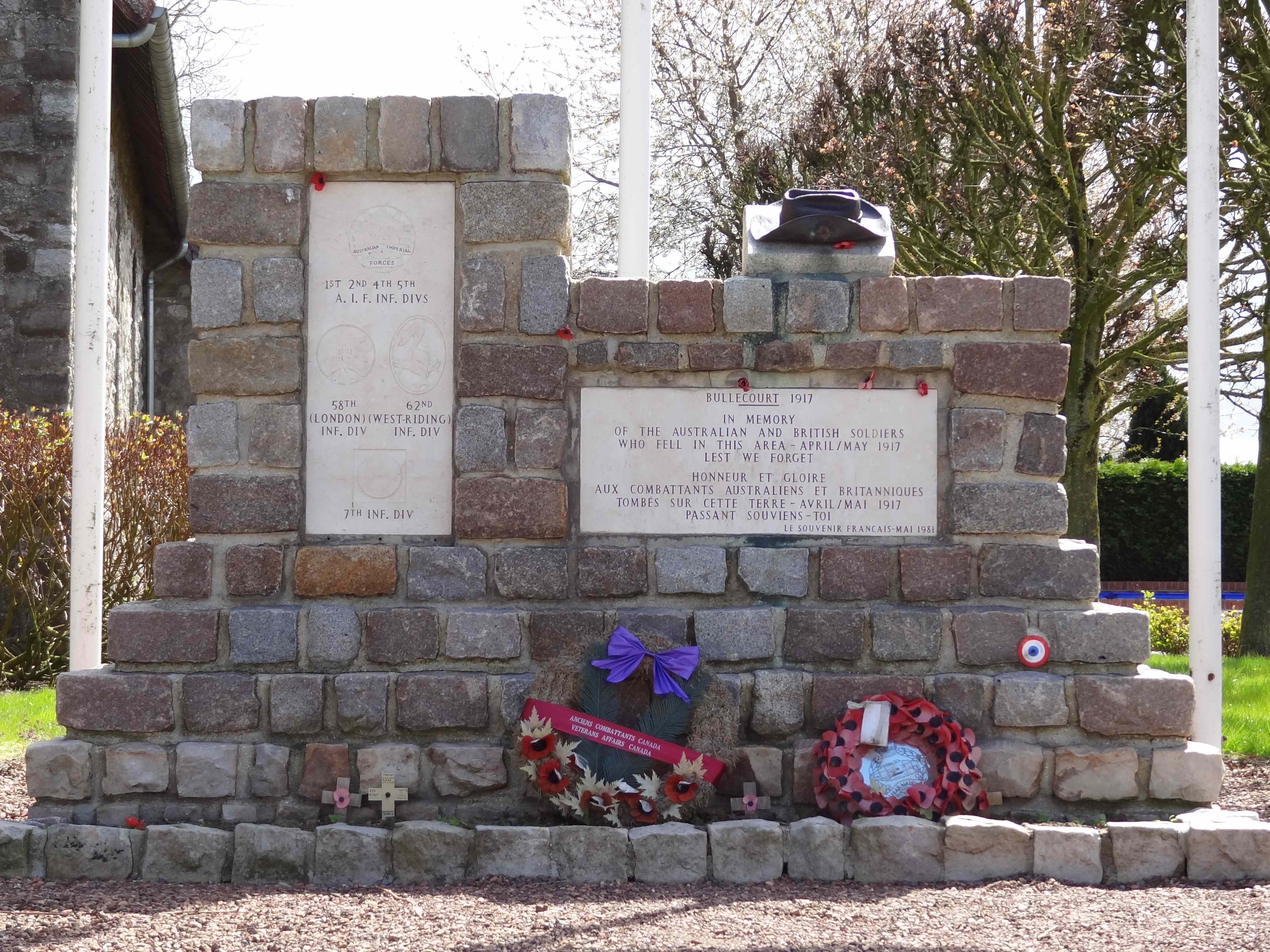
Denkmal für gefallene australische und britische Soldaten des Ersten Weltkrieges

- Militärmuseum (Musée Jean et Denise Letaille)
- Wasserturm

- Kirche Saint-Vaast
- Denkmal für gefallene australische und britische Soldaten des Ersten Weltkrieges